# أمادو سيديبي
أمادو سيديبي (بالفرنسية: Amadou Sidibé)‏ (مواليد 19 فبراير 1986 في باماكو - مالي) لاعب كرة قدم مالي يلعب حاليا لصالح نادي الدرجة الأولى أوكسير الفرنسي منذ 2008 في مركز قلب الدفاع .

## روابط خارجية
- أمادو سيديبي على موقع الاتحاد الدولي (مؤرشف)  (الإنجليزية)
- أمادو سيديبي على موقع قاعدة بيانات كرة القدم.إي يو (الإنجليزية)
- أمادو سيديبي على موقع ليكيب (الفرنسية)
- أمادو سيديبي على موقع ناشيونال فوتبول تيمز (الإنجليزية)
- أمادو سيديبي على موقع عالم كرة القدم.نت (الإنجليزية)